# 2015 en droit
Cet article présente les faits marquants de l'année 2015 en droit.

## Évènements

### Janvier
- 1er janvier
  -  France
    - Entrée en vigueur « prévue » du Collège de l'instruction, entrée reportée au 1er janvier 2015[1].
    - Entrée en vigueur « prévue » de la suppression de la Juridiction de proximité en France, avec sa transformation en juge de proximité, entrée reportée au 1er janvier 2015.

### Novembre
- 10 novembre :
  -  France- Monaco (CEDH) : Paris-Match avait le droit au nom du nécessaire débat d'intérêt général de publier une information que la naissance d'un enfant hors mariage - celui du prince Albert, prince régnant de la principauté de Monaco [lire en ligne].
- 14 novembre :
  -  France : à la suite des attentats de Paris, déclaration de l'état d'urgence.
- 17 novembre :
  -  Îles Féroé ( Danemark) : Un projet de loi et inscrit à l'ordre du jour du Løgting pour légaliser le mariage homosexuel aux Îles Féroé. Si ce projet est adopté, les Îles Féroé pays constitutif du Danemark, adopteront une législation comparable à celle déjà existante sur le territoire métropolitain.
- 20 novembre : journée internationale des droits de l'enfant célébrant l'anniversaire de la convention internationale des droits des enfants (CIDE) adoptée le 20 novembre 1989.

### Décembre
- 10 décembre : journée internationale des droits de l'homme pour honorer l'adoption par l'Assemblée générale des Nations unies et de la proclamation le 10 décembre 1948 de la Déclaration universelle des droits de l'homme.